# Marten Pepijn
Marten Pepijn ook wel Giuseppe Penitz (Antwerpen, 1575 - aldaar, 1643) was een Zuid-Nederlands schilder die bepaalde periodes, namelijk 1595-1596 en 1599-1600, in Italië en Rome verbleef.
Pepijn was lid van de Antwerpse Sint-Lucasgilde.
Hij huwde in 1601 met Maria Huybrechts en kreeg vijf kinderen, van wie zijn dochter Katherine (1619–1668) eveneens schilder werd.
Zijn vader Willem was oud-kleerkoper en roeper op de Vrijdagmarkt te Antwerpen en verhandelde dikwijls oude schilderijen. Marten Pepijn was een goede vriend van Peter Paul Rubens. Tezamen met zijn ouders en zijn vrouw werd hij begraven in de Sint-Pauluskerk (Antwerpen) of meer bepaald in het Predikherenklooster (Antwerpen). Zijn schilderijen zijn eerder zeldzaam en vertonen een verzorgde en delicate factuur, een nauwkeurige tekening en krachtig koloriet. Zijn portret door Antoon van Dyck bevindt zich in het Koninklijk Museum voor Schone Kunsten Antwerpen

## Enkele werken
- Chiesa del Gesù - vijf schilderijen in de kapel van het Heilig Hart.
- Altaarstuk - nu in bezit van het Koninklijk Museum voor Schone Kunsten Antwerpen
- Sint-Andrieskerk (Antwerpen) - Maagschap van de Heilige Anna.

- Biografisch Portaal: 69162022
- Digitale Bibliotheek voor de Nederlandse Letteren: pepi008
- Gemeinsame Normdatei: 124407374
- International Standard Name Identifier: 0000 0001 1683 6513
- KulturNav: 806708ef-b44b-4c37-a606-52e640e3df71
- RKD-Nederlands Instituut voor Kunstgeschiedenis: 62608
- Union List of Artist Names: 500011860
- Virtual International Authority File: 89758910
- WorldCat: E39PBJqKfwvh9FKXHdyKqXM773